# آرثر بايرون
آرثر بايرون (بالإنجليزية: Arthur Byron)‏ مواليد 03 أبريل 1872 في بروكلين، نيويورك، الولايات المتحدة - الوفاة 16 يوليو 1943 في هوليوود، الولايات المتحدة، هو ممثل أمريكي بدأ مسيرته الفنية سنة 1932. من أعماله بيت روتشيلد.

## روابط خارجية
- آرثر بايرون على موقع IMDb (الإنجليزية)
- آرثر بايرون على موقع أول موفي (الإنجليزية)
- آرثر بايرون على موقع قاعدة بيانات برودواي على الإنترنت (الإنجليزية)
- آرثر بايرون على موقع قاعدة بيانات برودواي على الإنترنت (الإنجليزية)
- آرثر بايرون على موقع قاعدة بيانات الأفلام السويدية (السويدية)
- آرثر بايرون على موقع قاعدة بيانات الفيلم (الإنجليزية)